# Желювино
Желювино (на македонска литературна норма: Жељувино) е село в Северна Македония, в община Старо Нагоричане.

## География
Селото е разположено в областта Средорек в най-западните склонове на планината Герман.

## История
В края на XIX век Желювино е българско село в Кумановска каза на Османската империя. Според статистиката на Васил Кънчов („Македония. Етнография и статистика“) от 1900 година Желювино е населявано от 252 жители българи християни.
Цялото християнско население на селото е под върховенството на Българската екзархия. По данни на секретаря на екзархията Димитър Мишев („La Macédoine et sa Population Chrétienne“) в 1905 година в Желювино има 264 българи екзархисти. Според секретен доклад на българското консулство в Скопие всичките 33 къщи в селото през 1904 година под натиска на сръбската пропаганда в Македония признават Цариградската патриаршия.
В учебната 1907/1908 година според Йован Хадживасилевич в селото има патриаршистко училище.
Според преброяването от 2002 година селото има 58 жители, всички северномакедонци.